# Réseau de tranchées de Bouconville-Vauclair
Le réseau de tranchées de Bouconville-Vauclair sont des tranchées militaires creusées dans la commune de Bouconville-Vauclair, en France.

## Localisation
Les tranchées sont situées sur la commune de Bouconville-Vauclair, dans le département de l'Aisne.

## Historique
Le monument est inscrit au titre des monuments historiques en 1999.